# Adjutant

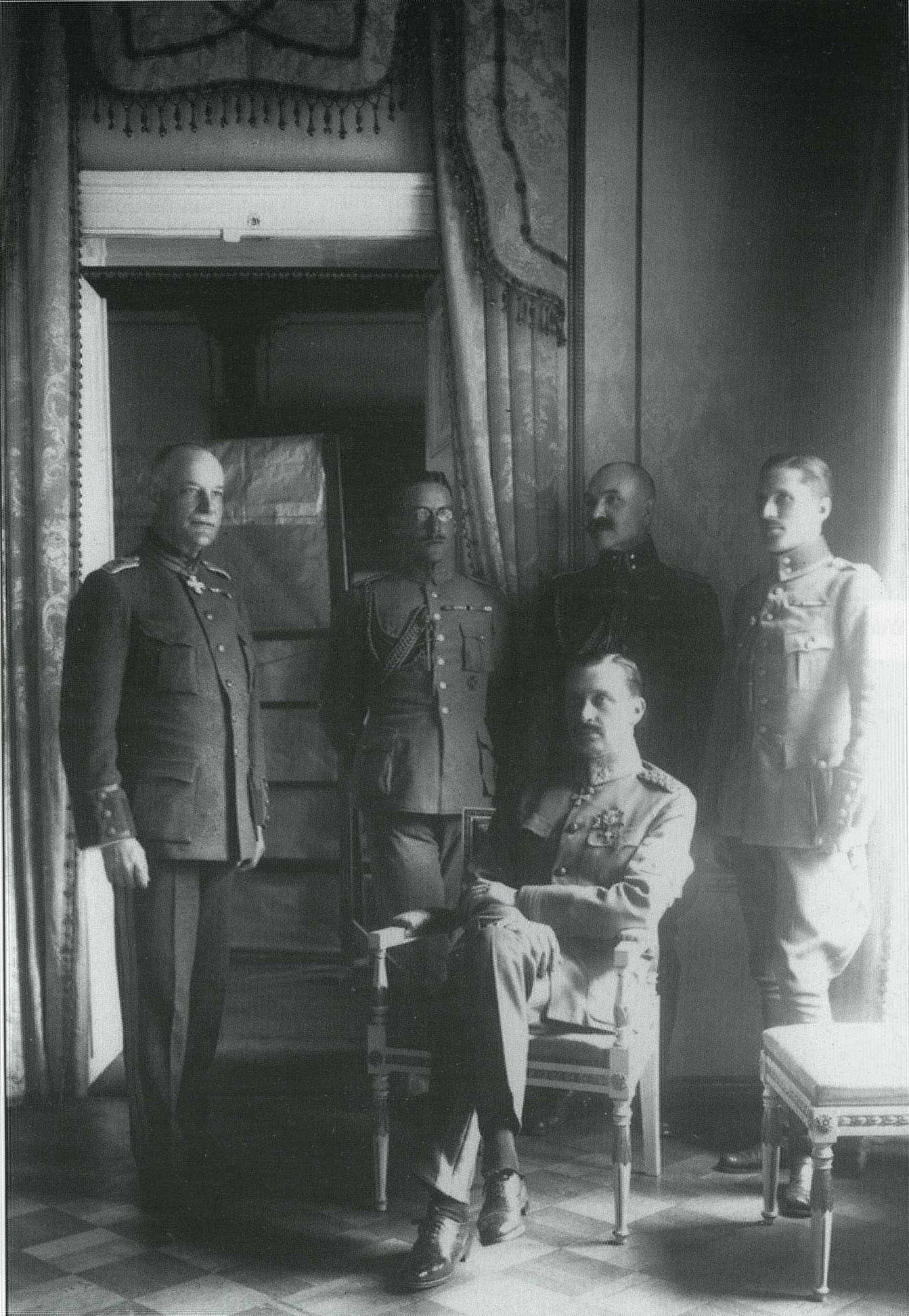
Gustaf Mannerheim som riksföreståndare (sittande) och hans adjutanter (från vänster) överstelöjtnant Kasimir Lilius, kapten Heikki Kekoni, löjtnant Akseli Gallen-Kallela och fänrik John Rosenbröijer.

Adjutant är en militär befattning för en officer vars uppgift är att biträda en kunglighet, minister eller militär chef i praktiska detaljer. Adjutant används också som beteckning på vissa stabsofficerare eller stabsunderofficerare.
Adjutant var tidigare en officersgrad inom Frälsningsarmén ovanför kapten.

## Sverige
I Sverige ingår kung Carl XVI Gustafs adjutanter i H.M. Konungens stab, som även förser kronprinsessan Victoria och prins Carl Philip med adjutanter. Adjutanter tjänstgör också hos försvarsministern och överbefälhavaren. Om en lägre militär chef, till exempel vid en utlandsresa, örlogsbesök eller annan officiell händelse tillfälligt behöver en adjutant, utses i regel den yngsta officeren under chefens befäl till adjutant.
Inom svenska armén har beteckningar som regementsadjutant, bataljonsadjutant och kompaniadjutant använts. Regementsadjutant var en officer som tjänstgjorde i regementsstaben. Under början av 1900-talet och tidigare avsågs med regementsadjutant en subalternofficer placerad som bataljonschefens adjutant. Bataljonsadjutant var en underofficer med placering i varje bataljonsstab.
Inom svenska flottan kallas stabsmedlemmar i sjögående staber för adjutanter, till exempel flaggadjutant operationer (FA Op) var beteckningen på Chefens för kustflottan taktikchef.

## USA
USA:s president har fem adjutanter (engelska: military aides), en från varje vapenslag i USA:s väpnade styrkor i graderna major till överstelöjtnant (liksom motsvarande grader i flottan och kustbevakningen), vars viktigaste uppgift är att bära akutväskan som möjliggör auktorisering för anfall med kärnvapen.